# セール・シャークス
セール・シャークス（英: Sale Sharks）は、イングランドのサルフォードに本拠地を置くラグビーユニオンクラブである。スタジアムはサルフォード・コミュニティ・スタジアム。

## 歴史
1861年創設。
1999年、チーム名をセールFCからセール・シャークスに変更。
2005-06シーズン、プレミアシップで初優勝を果たした。

## タイトル
- プレミアシップ - 2005-06 (1回)
- 欧州チャレンジカップ - 2001-01, 2004-05 (2回)

## スコッド
2024-25シーズンのスコッド（2024年8月現在）
| フッカー - エイサン・カイネ(Ethan Caine) - ルーク・カウワン＝ディッキー - トミー・タイラー - ハリー・トンプソン(Harry Thompson) プロップ - パトリス・ベル(Patreece Bell) - ジェームズ・ハーパー - ロス・ハリッソン - シモン・マッキンタイア - トゥミー・オナサンヤ(Tumy Onasanya) - アシュター・オポク＝フォードジョアー - ベヴァン・ロッド - ニック・ステッネート ロック - ヒューロン・アンドリューズ - ベン・バンバー - ロウバン・バーチ(Rouban Birch) - エリス・コージー(Ellis Causey) - アレックス・グローブス(Alex Groves) - ジョニー・ヒル - レルー・ロエッツ - エンスト・ヴァン・リン | フランカー/No.8 - ジョシュ・ビーウモント - ベン・カリー - トム・カリー - ヒュー・デーヴィス(Huw Davies) - サム・ダグデール - ダン・デュプレア - ジャンリュック・デュプレア - ウィル・リーレイ(Will Riley) - トリスタン・ウッドマン(Tristan Woodman) スクラムハーフ - ナイ・トーマス(Nye Thomas) - ラッフィ・クワーク - ガス・ワー フライハーフ - トム・カーティス - ジョージ・フォード - ロバート・デュプレア - チャーリー・ワードル(Charlie Wardle) | センター - サム・ベドロー - レケイティ・マアシ＝ホワイト - ベン・モタメド(Ben Motamed) - ワイセア・ナヤザレヴ - アーロン・ポープ(Aaron Pope) ウイング - トム・オフラハーティ - アーロン・レード - トム・ローバック - アレックス・ウィリス(Alex Wills) フルバック - ウィル・アディッソン - ジョー・カーペンター - ルーク・ジェームズ |
| | | |
| 太字はキャップを持っている選手。はキャプテン。 | | |

## 歴代所属選手
- ニッキー・リトル(Nicky Little)…フィジー代表71キャップ、1999・2003・2007・2011W杯4大会連続出場。
- セバスチャン・シャバル(Sébastien Chabal)…フランス代表53キャップ、2003・2007W杯2大会連続出場。
- アラスデア・ディッキンソン(Alasdair Dickinson)…スコットランド代表58キャップ、2011年・2015年W杯出場。
- ジョニー・レオタ(Johnny Leota)…サモア代表20キャップ、2011年・2015年W杯出場。
- ルーク・マカリスター(Luke McAlister)…ニュージーランド代表30キャップ、現在は清水建設ブルーシャークスに所属。
- フアン・フェルナンデス＝ロベ(Juan Fernandez Lobbe)…アルゼンチン代表71キャップ、2007・2011・2015W杯3大会連続出場。
- リチャード・ウィグルスワース(Richard Wigglesworth)…イングランド代表33キャップ、現在はサラセンズに所属。
- リッチー・グレイ(Richie Gray)…スコットランド代表79キャップ、現在はトヨタヴェルブリッツに所属。
- ホアキン・トゥクレ(Joaquin Tuculet)…アルゼンチン代表56キャップ、現在はハグアレスに所属。
- TJ・イオアネ(TJ Ioane)…サモア代表25キャップ、現在はロンドン・アイリッシュに所属。
- ワディム・コビラス(Vadim Cobîlaș)…モルドバ代表20キャップ、現在はユニオン・ボルドー・ベグルに所属。
- マイク・ペトリ(Mike Petri)…アメリカ代表57キャップ、現在はラグビー・ユナイテッド・ニューヨークに所属。
- リッチー・バーノン(Richie Vernon)…スコットランド代表24キャップ、2011・2015年W杯出場。
- マイク・フィリップス(Mike Phillips)…ウェールズ代表94キャップ、2007・2011・2015W杯3大会出場。
- ダニー・シプリアーニ(Danny Cipriani)…イングランド代表16キャップ、現在はグロスターに所属。
- ジョシュ・ストラウス(Josh Strauss)…スコットランド代表24キャップ、現在はブルズに所属。
- シャルヴァ・マムカシヴィリ(James O'Connor)…ジョージア代表64キャップ。
- アレクサンドル・タルス(Alexandru Tarus)…ルーマニア代表35キャップ、現在はゼブレに所属。
- ジェームズ・オコーナー(James O'Connor)…オーストラリア代表52キャップ、現在はレッズに所属。
- アンドレイ・オストリコフ(Andrei Ostrikov)…ロシア代表39キャップ、現在はFCグルノーブルに所属。
- ロブ・ウェバー(Rob Webber)…イングランド代表16キャップ、2015年W杯出場。
- マーク・ウィルソン(Mark Wilson)…イングランド代表19キャップ、現在はニューカッスル・ファルコンズに所属。
- ヴァレリー・モロゾフ(Valery Morozov)…ロシア代表24キャップ、2019年W杯出場。
- ローデ・デヤハー(Lood de Jager)…南アフリカ代表56キャップ、現在は埼玉パナソニックワイルドナイツに所属。
- ファフ・デ・クラーク(Faf de Klerk)…南アフリカ代表30キャップ、現在は横浜キヤノンイーグルスに所属。
- AJ・マクギンティ(AJ MacGinty)…アメリカ代表28キャップ、現在はブリストル・ベアーズに所属。
- マヌ・トゥイランギ(Manu Tuilagi)…イングランド代表60キャップ、現在はアヴィロン・バイヨネに所属。
- イワン・アシュマン(Ewan Ashman)…スコットランド代表19キャップ、現在はエディンバラ・ラグビーに所属。
- コーニー・ウーストハイゼン(Coenie Oosthuizen)…南アフリカ共和国代表30キャップ、2015年W杯南アフリカ共和国代表。